# Вишневе (Лозівський район)
Вишневе — колишнє село в Україні, підпорядковувалося Перемогівській сільській раді Балаклійського району Харківської області.
Зняте з обліку 1995 року.
Вишневе знаходилося на відстані 2 км від сіл Перемога та Червоний Кут.

## Принагідно
- Перелік актів, за якими проведені зміни в адміністративно-територіальному устрої України
- Мапіо
- Історія міст і сіл УРСР